# Syndrom vařené žáby

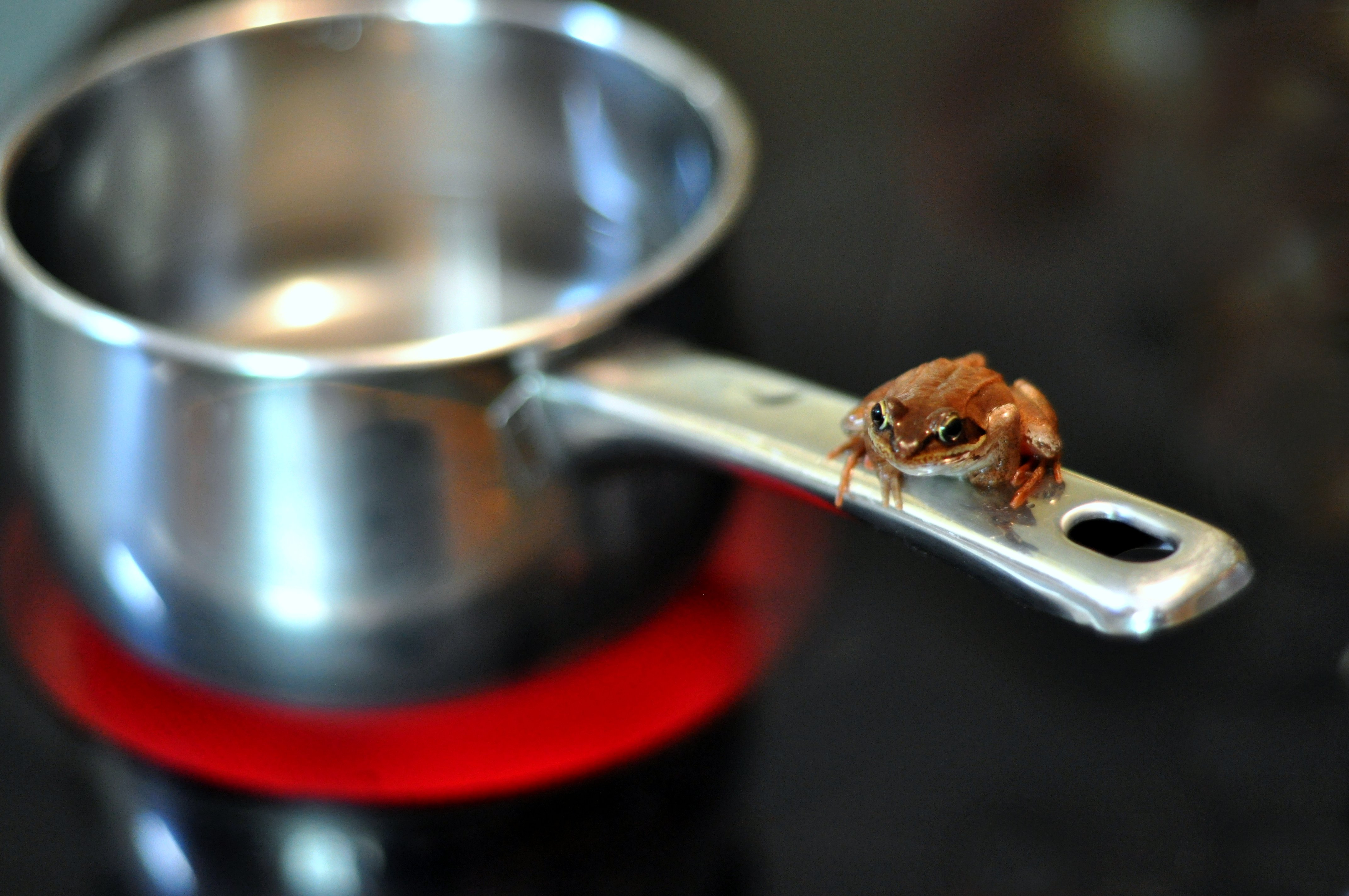
Ilustrační foto – žába sedící na rukojeti rozpáleného hrnce

Syndrom vařené žáby, též žabí syndrom, označuje neschopnost nebo neochotu lidí reagovat nebo si uvědomovat hrozby, které se neobjeví náhle, ale přicházejí pomalu a postupně narůstají. Metafora vychází z bajky o žábě, která je pomalu ohřívanou vodou uvařena za živa. 
Podle bajky, žába hozená do horké vody hned vyskočí ven. Ale žába ve vodě pomalu ohřívané z ní nevyskočí, jako by si říkala „je sice teplo, ale ještě to jde, ještě není nejhůř…“ — a nakonec, jak tak čeká, až bude nejhůř, se uvaří. To však platí jen v bajce, skuteční obojživelníci se od určité teploty snaží uniknout a se vzrůstající teplotou své úsilí stupňují.
Největší nebezpečí žabího syndromu aplikovaného na mezilidské vztahy spočívá v tom, že jen málokdo si dokáže uvědomit, že se právě nebo už delší dobu nachází v roli vařené žáby, tj. že ho někdo jiný nebo okolnosti pomalu vaří (tj. vmanipulovávají do určité role, situace nebo činu apod.), a tudíž je třeba jednat a „vyskočit“ z kotle, než bude nejhůř nebo pozdě.

## Skutečnost
Moderní vědecké studie vyvrací tvrzení o tom, že zmíněný fenomén je skutečný. V roce 1995 prohlásil biolog z Harvardovy univerzity, Douglas Melton: „Jestliže umístíte žábu do vroucí vody, nevyskočí ven, ale zahyne. Pokud ji položíte do studené vody, raději vyskočí, ještě než se voda zahřeje – nebudou na vás bez hnutí čekat.“ George R. Zug, kurátor plazů a obojživelníků v Národním muzeu přírodní historie, taktéž odmítá tento názor a tvrdí: „Kdyby žába měla možnost uniknout, jistě by tak učinila.“
V roce 2002 Victor H. Hutchison, emeritní zoolog z Oklahomské univerzity specializující se na tepelné vztahy obojživelníků, prohlásil, že „tato legenda je naprosto nesprávná!“ Popsal, jak současné vědecké experimenty stanovily kritické tepelné maximum pro řadu druhů žab: jakmile se voda zahřívá o zhruba 1 °C za minutu, žába se stává stále aktivnější v pokusech o únik a nakonec, pokud je to možné, vyskočí ven.